# アルベットーネ
アルベットーネ（伊: Albettone）は、イタリア共和国ヴェネト州ヴィチェンツァ県にある、人口約2,000人の基礎自治体（コムーネ）。

## 地理

### 位置・広がり

#### 隣接コムーネ
隣接するコムーネは以下の通り。括弧内のPDはパドヴァ県所属を示す。
- アグリアーロ
- バルバラーノ・モッサーノ
- カンピーリア・デイ・ベーリチ
- ロヴォローン (PD)
- ソッサーノ
- ヴィッラーガ
- ヴォー (PD)

### 気候分類・地震分類
気候分類では、zona E, 2269 GGに分類される。
また、イタリアの地震リスク階級 (it) では、zona 3 (sismicità bassa) に分類される。